# Ushangui Marguiani
Ushangui Marguiani (en georgiano: უშანგი მარგიანი, Gardabani, 28 de enero de 1994) es un deportista georgiano que compite en judo.
Ganó una medalla de bronce en el Campeonato Mundial de Judo de 2017, en la categoría de –90 kg. En los Juegos Europeos de Bakú 2015 consiguió una medalla de plata en la prueba por equipo.

## Palmarés internacional
| Campeonato Mundial | Campeonato Mundial | Campeonato Mundial | Campeonato Mundial |
| Año                | Lugar              | Medalla            | Categoría          |
| ------------------ | ------------------ | ------------------ | ------------------ |
| 2017               | Budapest (Hungría) | Medalla de bronce  | –90 kg             |
| Juegos Europeos    |                    |                    |                    |
| Año                | Lugar              | Medalla            | Categoría          |
| 2015               | Bakú (Azerbaiyán)  | Medalla de plata   | Equipo             |